# Intrust Bank Arena
Die Intrust Bank Arena (Eigenschreibweise: INTRUST Bank Arena) ist eine Mehrzweckhalle in der US-amerikanischen Stadt Wichita im Bundesstaat Kansas. Gegenwärtig sind die Wichita Thunder aus der Eishockeyliga ECHL und die Wichita Force aus der Champions Indoor Football (CIF) in der Arena beheimatet. Gelegentlich wechseln die Wichita State Shockers (College-Basketball der Männer) für Spiele mit großer Zuschauerbeteiligung von der Charles Koch Arena in die größere Halle. Zu den rund 15.000 Plätze der Intrust Bank Arena gehören 22 Suiten, 40 Logen und 300 Premium-Sitze. Sie ist nach dem Allen Fieldhouse (16.300 Plätze) die zweitgrößte Mehrzweckhalle in Kansas.

## Geschichte
Im November 2004 stimmten die Wähler im Sedgwick County mit einem Ergebnis von 52:48 Prozent der Errichtung einer neuen Mehrzweckarena in Downtown Wichita zu. Der Neubau sollte das 1977 eröffnete Kansas Coliseum ersetzen. Die Kosten für den Bau wurden auf 184,528 Mio. US-Dollar geschätzt. Die Wähler stimmten einer ebenso für eine Umsatzsteuer in Höhe von einem Prozent zur Finanzierung des Neubaus zu. Sie trat im Juni 2005 in Kraft und lief zum 31. Dezember 2017 aus. So war die Mehrzweckarena bei Fertigstellung komplett finanziert.
Im Januar 2008 genehmigte die Sedgwick County Commission den langfristigen Sponsoringvertrag mit der Intrust Bank für die im Bau befindliche Halle. Die Bank zahlt für die Benennung in Intrust Bank Arena 8,75 Mio. US-Dollar und der Vertrag hat eine Laufzeit von 25 Jahren.
Am 2. Januar 2010 wurde die 205,5 Mio. US-Dollar teure Intrust Bank Arena eröffnet. Das erste Konzert gab der US-amerikanische Country-Sänger Brad Paisley eine Woche später, am 9. Januar. Neben Konzerten und den Partien der Thunder und der Force fanden über die Jahre verschiedenste Veranstaltungen statt. Zu den gehören u. a. Spiele der Harlem Globetrotters, Sesame Street Live, Disney on Ice, Rodeos der PBR, Vorstellungen des Ringling Bros. and Barnum & Bailey Circus, des Cirque du Soleil und des Midian Shrine Circus, Star Wars: In Concert, das Trans-Siberian Orchestra, Freestyle Motocross, Disney Live!, WWE SmackDown, AMA Arenacross Series, Barney Live in Concert, WWE Monday Night RAW, Marvel Universe Live!, Monstertruckrennen, Gala of the Royal Horses, Tagungen und politische Veranstaltungen.

## Spiele der NBA-Preseason
Die Oklahoma City Thunder trugen bisher vier Spiele der NBA-Preseason in der Intrust Bank Arena aus.
- 17. Oktober 2011: Oklahoma City Thunder – New Orleans Hornets
- 24. Oktober 2012: Oklahoma City Thunder – Dallas Mavericks
- 23. Oktober 2013: Oklahoma City Thunder – Chicago Bulls
- 17. Oktober 2014: Oklahoma City Thunder – Toronto Raptors

## Galerie

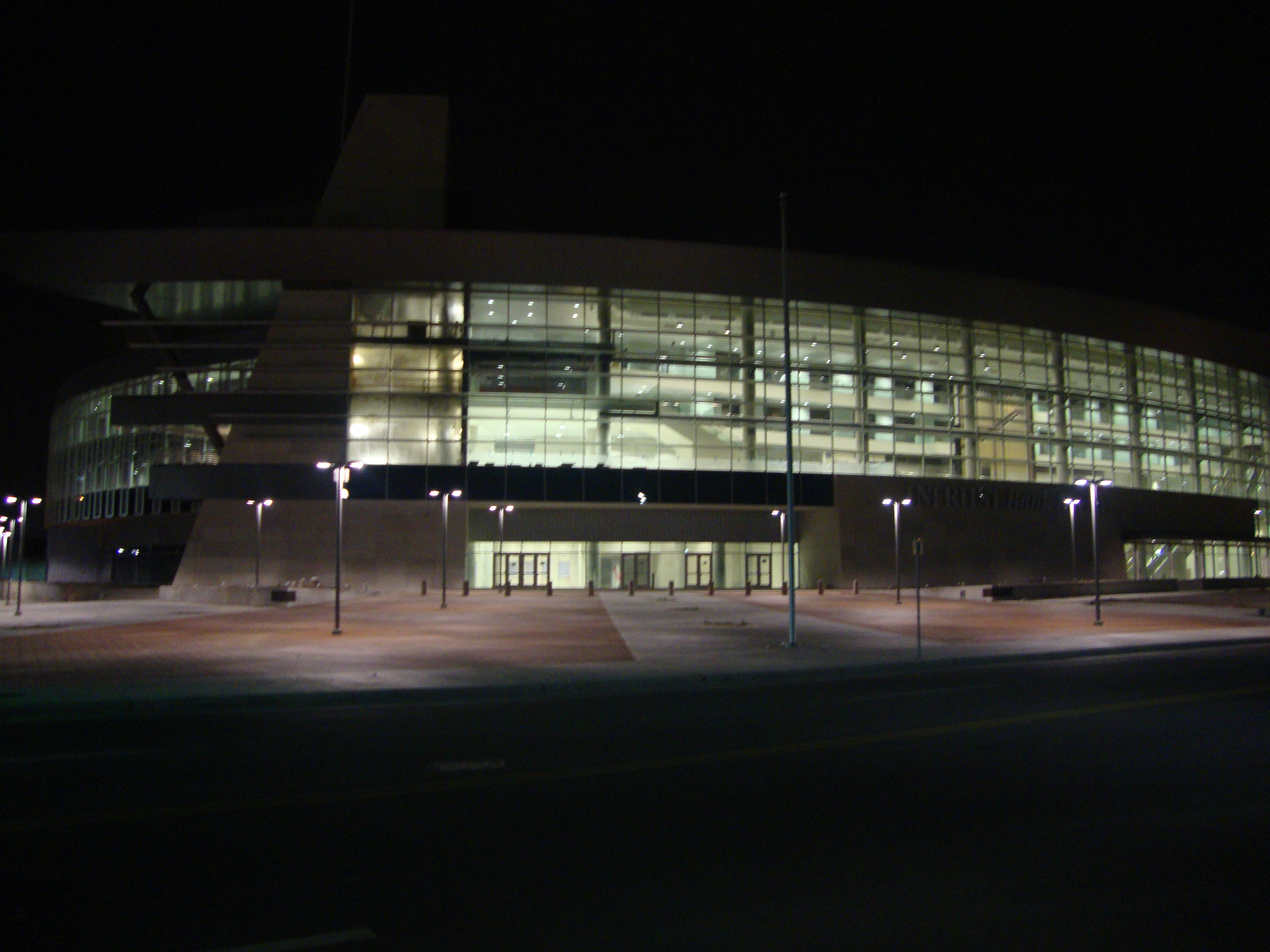
Die Arena bei Nacht (2009)